# 브로츠와프 시립경기장

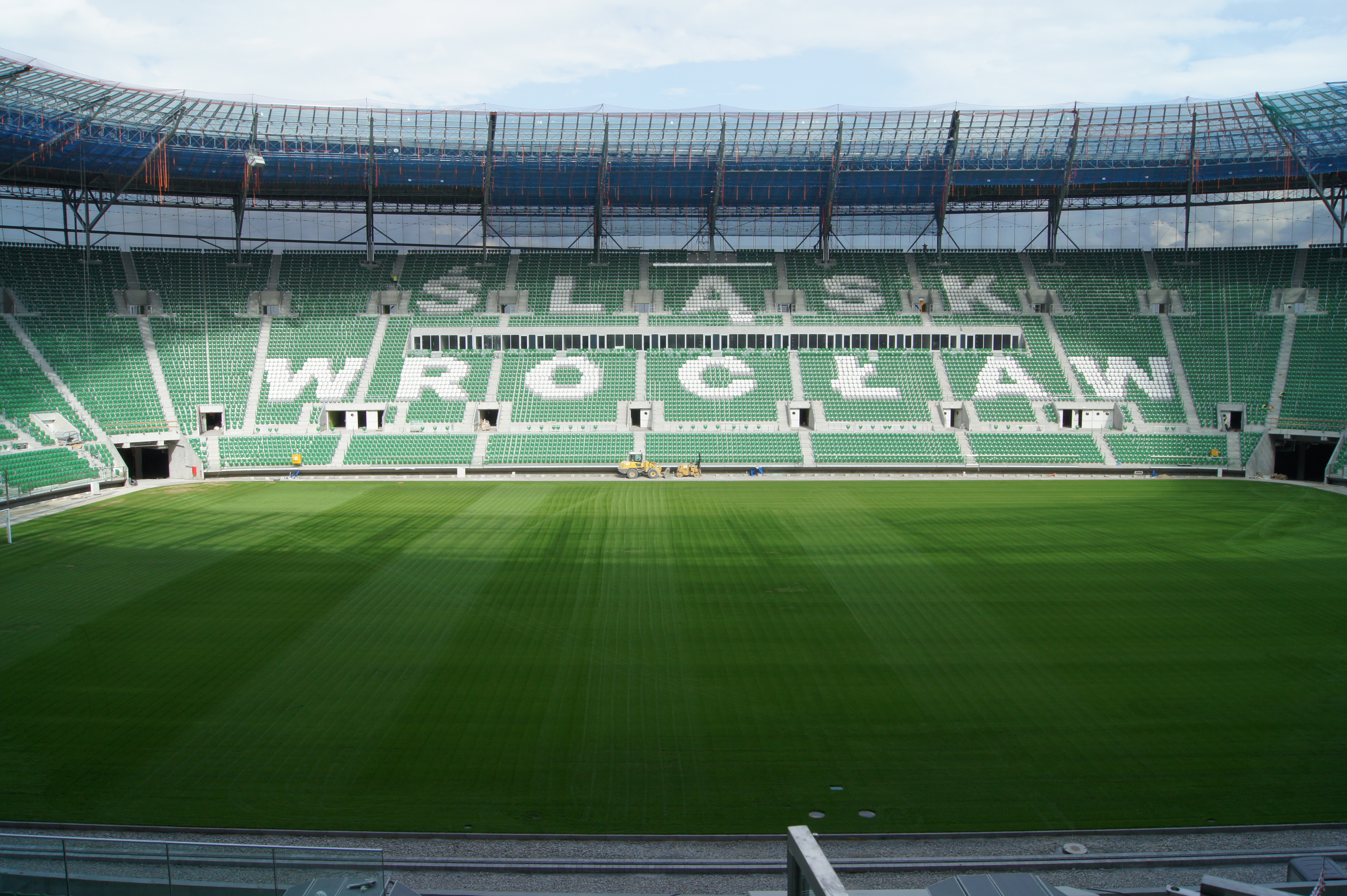
경기장 내부 모습

브로츠와프 시립경기장(폴란드어: Stadion Miejski we Wrocławiu)은 폴란드 브로츠와프에 위치한 축구 경기장으로 실롱스크 브로츠와프의 홈 구장으로 사용되고 있다. 2011년 9월 10일에 준공되었으며 42,771명을 수용할 수 있다. UEFA 유로 2012 경기장으로 선정되었다.